# Can Jové
|  | No s'ha de confondre amb Can Jover. |

Can Jové és una masia a garbí del nucli de Ribes (el Garraf), prop de l'Hospital de Sant Camil protegida com a bé cultural d'interès local. La masia de Can Jove va construir-se durant el segle xix. A principi de segle, van encomanar-ne a l'arquitecte vilanoví Josep Font i Gumà l'ampliació segons una estètica modernista.
És un edifici aïllat de planta rectangular i quatre crugies. Consta de planta baixa i pis i té la coberta a dues vessants amb el carener paral·lel a la façana. El frontis es compon simètricament segons quatre eixos, definits per obertures d'arc pla arrebossat, excepte un portal d'arc escarser arrebossat i el portal principal, d'arc escarser de pedra. A la clau del darrer hi ha inscrita la data "1881". El finestral sobre el portal té un balcó amb la base motllurada i baranes forjades, com les que delimiten la resta de finestrals del pis. El ràfec està acabat amb una imbricació de rajoles i teules ceràmiques, sota el qual hi ha la ventilació de la coberta. A la façana posterior hi ha adossat un volum construït amb posterioritat, que s'emmarca dins el moviment modernista, obra de l'arquitecte vilanoví Josep Font i Gumà. Té la mateixa alçada que el volum principal i la coberta a quatre vessants. En un eix de la façana hi ha un grup de tres finestres d'arc carpanell, emmarcades amb decoració de maó vist i ceràmica ornamental. Sobre d'aquest grup hi ha tres finestres d'arc primitiu esglaonat. L'altre extrem de la façana s'obre amb dos grans pòrtics; el de la planta baixa d'arc mixtilini de maó i el del pis d'arc de mig punt de maó, delimitat amb una barana de maó. Al seu costat hi ha una altra finestra d'arc primitiu esglaonat per pis. A les golfes trobem quatre petites obertures esglaonades que incorporen rajola decorativa. A la façana de llevant hi ha una altra finestra d'arc primitiu esglaonat. El ràfec està acabat amb una imbricació de rajola i teula ceràmica. L'espai entorn les obertures i la teulada estan decorades amb rajola ceràmica vidriada de color verd.
A la façana de ponent del volum principal hi ha adossada la masoveria. Està formada per tres cossos de planta baixa i pis amb les cobertes de diferent alçada. Totes les obertures són d'arc pla arrebossat. L'acabat exterior del conjunt de la construcció conserva el parament arrebossat original. Davant seu hi ha l'antiga pallissa i corts, en estat ruïnós a causa d'un incendi. A pocs metres a llevant s'hi conserva la bassa.